# 가키자와촌
가키자와촌(柿沢村)은 도야마현 나카니카와군에 있던 촌이다.

## 역사
- 1889년 4월 1일 - 정촌제 시행에 의해 가미니카와군 가키자와촌이 성립하였다.
- 1897년 4월 1일 - 군 개편에 의해 가미니카와군에서 분립해 나카니카와군이 성립하여 나카니카와군에 소속되었다.
- 1953년 9월 10일 - 오이와촌, 미야가와촌, 미나미카즈미촌, 야마카즈미촌과 합병해 가미이치정이 성립하였다.

## 참고문헌
- 『市町村名変遷辞典』東京堂出版、1990年。

[[분류:나카니카와군]